# Grundy Center High School
 (septembre 2020).
La Grundy Center High School est une high school américaine à Grundy Center, dans le comté de Grundy, dans l'Iowa. Elle est inscrite au Registre national des lieux historiques depuis le 18 septembre 2020.